# Мы поедем в Довиль
«Мы поедем в Довиль» — французская кинокомедия с Мишелем Серро в главной роли.

## Сюжет
Люсьен (Мишель Серро) и его друг Дюбуа (Клод Брассер) решают съездить в отпуск на море в Довиль со своими жёнами. Но по прибытии на них сразу же обрушивается одна неприятность за другой: снятая ими вилла нуждается в ремонте, их багаж потерян, начальник Люсьена (Мишель Галабрю) также отдыхает в Довиле, да к тому же один из отдыхающих (Луи де Фюнес) тоже создает им проблемы…